# Johann Georg Faust
Johann Georg Faust (Knittlingen, 1480 – 1540) fu una figura itinerante di alchimista, mago e astrologo.
Alchimista itinerante, astrologo e mago del rinascimento tedesco, da circa il 1580 la sua vita divenne il nucleo del racconto popolare del Dottor Faust, che ebbe particolare fortuna e popolarità grazie ad autori come Christopher Marlowe, con la sua Tragica storia del Dottor Faust (Tragical History of Doctor Faustus, 1604), e Goethe, col suo Faust (1808). 
A causa del precoce ingresso nel mito e nella letteratura, è molto difficile stabilire con certezza i contorni storici della sua figura. Nel XVII secolo, si è addirittura messo in dubbio che ci sia mai stato un Faust storico, e il leggendario personaggio è stato identificato con un tipografo di Magonza chiamato Fust. Johann Georg Neumann, nel 1683, ha affrontato la questione nel suo Disquisitio historica de Fausto praestigiatore, stabilendo la consistenza storica di Faust sulla base di riferimenti contemporanei.